# Susan Banda
Susan Banda (* 6. Juli 1990) ist eine sambische Fußballspielerin.

## Karriere

### Klub
Sie spielt derzeit für den Red Arrows FC.

### Nationalmannschaft
Mit der sambischen A-Nationalmannschaft nahm sie an der Afrikameisterschaft 2014 teil. Später kam sie auch bei ein paar Freundschaftsspielen zum Einsatz.
Am 3. Juli 2023 wurde sie für den Kader der Mannschaft bei der Weltmeisterschaft 2023 nominiert.